# Cynoscion analis
 Cynoscion analis és una espècie de peix de la família dels esciènids i de l'ordre dels perciformes.

## Morfologia
- Els mascles poden assolir 47 cm de longitud total.[3][4]

## Alimentació
Menja principalment gambes i peixos.

## Depredadors
Al Perú és depredat per Merluccius gayi peruanus.

## Hàbitat
És un peix de clima subtropical (3°S-8°S, 82°W-78°W) i demersal.

## Distribució geogràfica
Es troba al Pacífic oriental: des de Santa Elena (Equador) fins a Coquimbo (Xile).

## Observacions
És inofensiu per als humans.